# Граф Суинтон
Граф Суинтон (англ. Earl of Swinton) — наследственный титул в системе Пэрства Соединённого королевства. Он был создан 5 мая 1955 года для видного консервативного политика Филипа Канлайфф-Листера, 1-го виконта Суинтона (1884—1972). Он также имел титулы виконта Суинтона из Машама в графстве Йорк (1935) и барона Машама из Эллингтона в графстве Йорк (1955).
Родился под именем Филип Ллойд-Грим, он был мужем Мэри Констанс «Молли» Бойнтон (ум. 1974), внучки Самуэля Канлайфф-Листера, 1-го барона Машама (1815—1906). В 1924 году, когда его жена унаследовала владения баронов Машам, Филип Ллойд-Грим взял фамилию «Канлайфф-Листер».
Ему наследовал его внук, Дэвид Канлифф-Листер, 2-й граф Суинтон (1937—2006). Он был сыном достопочтенного Джона Канлайфф-Листера (1913—1943), который погиб во Второй мировой войне. Лорд Суинтон, в частности, служил капитаном почётной йоменской гвардии (1982—1986) в правительстве консерваторов под руководством Маргарет Тэтчер. Его жена Сьюзан Конлайфф-Листер (род. 1935), баронесса Машам из Илтона.
По состоянию на 2025 год, обладателем графского титула является его племянник Марк Уильям Филип Канлайфф-Листер, 4-й граф Суинтон (род. 1970) — сын Николаса Джона Канлайффа-Листера, 3-го графа Суинтона (1939—2021), ставший графом в 2006 году.
Титул назван в честь Суинтон-парка в окрестностях Машама в Северном Йоркшире.
Фамильная резиденция — Дайкис Хилл Хаус, рядом с Машамом, Северный Йоркшир.

## Графы Суинтон (1955)
- 1955—1972: Филип Канлайфф-Листер, 1-й граф Суинтон (1 мая 1884 — 27 июля 1972), младший сын генерал-полковника Джона Ллойд-Грима (1840—1928) и Дороты Летиции O’Брайен;
  - Достопочтенный Джон Канлайфф-Листер (10 июня 1913 — 14 апреля 1943), старший сын предыдущего;
- 1972—2006: Дэвид Канлайфф-Листер, 2-й граф Суинтон (21 марта 1937 — 26 марта 2006), старший сын предыдущего;
- 2006—2021: Николас Джон Канлайфф-Листер, 3-й граф Суинтон (4 сентября 1939 — 21 марта 2021), младший брат предыдущего;
- 2021 — настоящее время: Марк Уильям Филип Канлайфф-Листер, 4-й граф Суинтон (род. 15 сентября 1970), старший сын предыдущего;
  - Наследник: Достопочтенный Уильям Эдвард Канлайфф-Листер, лорд Машам (род. 2004), единственный сын предыдущего.